# Horacio Verbitsky
Horacio Verbitsky (Buenos Aires, 11 de febrero de 1942) es un periodista desde 1960, trabajó con Jacobo Timerman, Rodolfo Walsh, Rogelio García Lupo, Juan Gelman y con Paco Urondo en su periodo montonero (1973-1977). Como escritor, desde 1975, publicó más de veinte libros. En derechos humanos integró la Junta Directiva de la división latinoamericana de la ONG Human Rights Watch. y presidió el CELS durante dos décadas. Escribió durante treinta años en Página/12; desde entonces (2017), dirige la web informativa El Cohete a la Luna.

## Biografía

### Comienzos
Se crio en Ramos Mejía. Hijo del periodista Bernardo Verbitsky, desde pequeño recorrió las redacciones de diarios y ha relatado que sus elecciones vitales estuvieron marcadas por la impronta de su padre.
Durante 1962, en el programa televisivo Apelación pública, producido por Ricardo Warnes, actuó de fiscal simulacro de juicio, con juez y abogado, posterior a una investigación periodística. Desistió porque la repercusión mediática le parecía desproporcionada respecto de sus escritos y eso «me destrozaba el espíritu».
Fue secretario de Redacción del diario frondicista El Nacional. Entre 1960 y 1962 trabajó en Noticias Gráficas, entre 1963 y 1964, en El Siglo; en 1964 en El Mundo y en 1970 en El Diario de Mendoza.
Ha escrito en las revistas Tiempo de Cine (1963-1964), Cine 64 (1964), Rebelión (1964), Confirmado (1965-1969), Marcha (Uruguay, 1967), La Hipotenusa (Buenos Aires, 1967), Semanario de la CGTA (1968-1969), Cuadernos del Tercer Mundo (abril de 1983-mayo de 1984), Paz y Justicia (abril-septiembre de 1984), Caras y Caretas (mayo-julio de 1984), Qué (junio-septiembre de 1984), Humor® (junio de 1984-febrero de 1987), El Periodista de Buenos Aires (septiembre de 1984-julio de 1987), Entre Todos (abril de 1985-agosto de 1986), Crisis (mayo de 1986-abril de 1988) y Fin de Siglo (agosto de 1987-abril de 1988).
En 1965, se integró a la revista Confirmado, fundada por Jacobo Timerman, de la que llegaría a ser su más joven secretario de Redacción en un equipo de tres.
En 1968, fue convocado por Rodolfo Walsh, junto a Rogelio García Lupo, para editar el Semanario de la CGT de los Argentinos, que dirigía Raimundo Ongaro.
A fines de la década de 1960, cuando la dictadura de Onganía clausuró la CGT, militó en el NSDAP y en el Peronismo de Base; con Walsh y el resto del grupo ingresaron también a las Fuerzas Armadas Peronistas.
En 1971, convocado otra vez por Timerman, organizó el diseño y la redacción del diario La Opinión. Armó y fue jefe de Redacción de ese diario. En 1972 comenzó a trabajar en Clarín hasta 1973 y de esa fecha a 1974 fue secretario de Redacción del Diario Noticias, donde fue sumado por Montoneros para compartir la conducción con Miguel Bonasso, Paco Urondo, Juan Gelman y Walsh.
Mientras José López Rega estaba en funciones durante gobierno peronista de 1973 -1976, debió exiliarse en Perú hacia 1975, donde escribió su primer libro, Prensa y política en Perú.
Se incorporó desde 1973 a la conducción política de Montoneros. Esa versión fue deslizada por el jefe de la organización, Mario Firmenich, en una entrevista televisada con Enrique Llamas de Madariaga en el contexto de la negociación de los jefes montoneros con la Presidencia de Carlos Menem por el indulto, de todos los cuales Verbitsky fue crítico.

### Durante la dictadura
De regreso a la Argentina, durante la dictadura, junto a Walsh y otros, difundió cables desde la Agencia de Noticias Clandestina (ANCLA) que denunciaban la represión ilegal. En 1976 hizo circular la primera Historia de la Guerra Sucia, con noticias del centro clandestino de detención en la ESMA y de cómo arrojaban personas al Río de la Plata. Tras la muerte de Walsh, Verbitsky reanudó el 10 de agosto de 1977 la circulación de los cables de ANCLA hasta finales de ese año.

### Atentado al comedor de la Superintendencia de Coordinación Federal
La Superintendencia de Coordinación Federal estaba en Moreno 1417, barrio porteño de Balvanera, a pocas cuadras del Congreso de la Nación y del Departamento Central de Policía. El 2 de julio de 1976, José María Salgado, un exagente que había ingresado a Montoneros, entró al edificio gracias a su placa, siguiendo las órdenes y planeamiento de Rodolfo Walsh, aunque un policía habrá de decir, décadas después, que también estaría involucrado Verbitsky. En su bolso llevaba una "bomba vietnamita" con 9 kilos de explosivos y perdigones; a las 13 la dejó bajo un asiento, tapada con su abrigo y se retiró. A las 13.20, la bomba explotó en el comedor del edificio, donde había alrededor de 100 personas. Fallecieron 24 personas, y 70 resultaron heridas.
Décadas después, cuando el policía dijo que lo había hecho siguiendo órdenes de Walsh y Verbitsky, la Justicia lo absolvió debido a "la orfandad probatoria".
En 2022, el tema fue motivo de una investigación en libro por parte de Ceferino Reato, quien ha declarado: "No hay pruebas de que Verbitsky participara del atentado".
En junio de 2022 se reabrió la causa donde se le acusa de ser autor intelectual compartida con la cúpula montonera con referentes como Mario Firmenich pidiéndose que se designe el atentado como crimen de lesa humanidad o sea que no prescribiese.

### Durante la democracia
En 1987, se presentó ante el Poder Judicial para que se evitara publicar una solicitada de apoyo a Jorge Videla. Lo logró por un tiempo, pasado el cual, su efecto social se había diluido.
Ese año empezó a escribir en el flamante Página/12, desde donde comenzó con coberturas de la situación militar y los levantamientos carapintadas. Fue columnista hasta octubre de 2017.
En enero de 1991, tuvo la primicia del Swiftgate, que derivó en que Carlos Menem debiera renovar a gran parte del gabinete de Gobierno. Con otras investigaciones acerca de casos de corrupción, tuvo listo hacia fin de año el libro Robo para la corona.
En la década del 1990 fue promotor y secretario de la Asociación Periodistas para la defensa de la libertad de expresión en la Argentina, aunque denunció casos de países de la región sudamericana. En esos tiempos escribió su definición de periodismo difundida en muchos países:
«Periodismo es difundir aquello que alguien no quiere que se sepa; el resto es propaganda. Su función es poner a la vista lo que está oculto, dar testimonio y, por lo tanto, molestar».
En 1995 publicó El vuelo, un libro con las largas entrevistas que mantuvo con el capitán de la Armada Adolfo Scilingo, arrepentido de haber tirado gente viva al mar como parte del plan sistemático de asesinato de disidentes durante la dictadura.
Regresó a la televisión hacia fin de siglo como columnista especial del programa Día D, con Jorge Lanata. Desde allí dio la primicia de la renuncia de Carlos Chacho Álvarez a la vicepresidencia de la Nación. Fue el primer periodista en ingresar una cámara de TV a la SIDE, durante la estadía de Fernando de Santibañes y el primero en entrevistar para la TV al flamante presidente Adolfo Rodríguez Saa.
Durante la Presidencia de Mauricio Macri, fue columnista de Roberto Navarro en su programa de C5N, de donde fueron echados a poco de andar juntos, por lo que el programa pasó a ser emitido por YouTube.

### En elsigloXXI
En 2000, a la muerte de Emilio Mignone, fue invitado a presidir el organismo de Derechos Humanos CELS.
Con el advenimiento del gobierno kirchnerista pasó de la crítica anterior y un escepticismo inicial, a reconocer y adherir a muchas de sus políticas, al punto que inspiró algunas, como la bajada de cuadros de los dictadores Videla y Bignone en el Colegio Militar de la Nación.
Desde 2005 pasó a escribir libros acerca de la historia de la Iglesia católica argentina, muy crítico de su episcopado.
En ocasión del conflicto con el espacio agroexportador, en 2008, integró en sus inicios el Espacio Carta Abierta.
Durante 2010, publicó en Página/12 críticas al cardenal Jorge Mario Bergoglio (que tres años más tarde sería elegido papa Francisco), que lo vinculaban con presuntas violaciones a los derechos humanos durante la dictadura cívico-militar argentina. Cuando varias de estas notas fueron borradas de la versión electrónica del diario, Verbitsky afirmó que él lo había pedido para evitar que en otros países las tomaran para hacer un "instant-book" (un libro inmediato).
Hacia mayo de 2015, la web del diario Clarín difundió un adelanto del libro de Gabriel Levinas, quien afirma que hay manuscritos que probarían la colaboración de Verbitsky con la dictadura. Levinas presentó el manuscrito del discurso del brigadier general Omar Graffigna del 10 de agosto de 1979 para la conmemoración del Día de la Fuerza Aérea Argentina y dijo que había sido escrito por Verbitsky.
Verbitsky mostró un cuaderno con sus escritos de la época donde se corroboraría que la letra no coincide. Levinas contestó que había dos peritos calígrafos que decían que esa letra era la suya y publicó en Twitter fotos comparando las letras para mostrar que serían iguales. Verbitsky negó conocer a Graffigna o a su entorno. Levinas agregó que Verbitsky habría cobrado dinero durante la dictadura de Juan Carlos Onganía, algo que ya había publicado gente de los servicios de inteligencia como Carlos Manuel Acuña y Tata Yofre. Verbitsky afirmó que solo ayudó en un libro sobre transporte aerocomercial de su amigo el comodoro Güiraldes, pero nunca con los represores. Para Verbitsky, se trató de una operación que comenzó el menemismo (desde 1992) y siguió el Grupo Clarín (en 2015). En agosto de 2015, el brigadier general Graffigna negó vínculos con Verbitsky, incluso toda posibilidad de que hubiera escrito sus discursos.
Desde mayo de 2017, Verbitsky se incorporó al equipo del programa semanal de noticias Economía Política conducido por Roberto Navarro, por la señal C5N. En septiembre, Navarro fue despedido de C5N y en un comunicado expresó que «No les molesta mi crítica, que también existe en el resto de la programación de C5N; les molestan nuestras investigaciones: Arsat; El Socio del Presidente; Dólar futuro; Compra de armas y tantas otras. Y el ingreso a Economía Política de Horacio Verbitsky, que difunde sus investigaciones de Página/12 en el programa. El blanqueo de más de 600 millones del hermano del presidente, por citar una». A partir del domingo 29 de octubre, regresó junto a Navarro por la emisión digital El Destape Web.
El Cohete a la Luna: El 10 de diciembre de 2017, reapareció con su nueva web, El Cohete a la Luna que edita desde entonces. El primer año de Ecall está resumido en A un año del despegue. El siguiente, en Segundas partes son buenas. Ganó el premio ETER, la escuela de Eduardo Aliverti, a mejor página web informativa.
En febrero de 2021, reconoció haber sido vacunado de forma directa en el Ministerio de Salud sin cumplir los protocolos. A raíz de ello, Verbitsky fue despedido de la radio El Destape por Roberto Navarro y muy criticado por los medios de comunicación nacionales. En su web publicó: «Fue un error grave, del que me arrepiento y pido disculpas». El impacto mediático de las revelaciones de Verbitsky devino en la renuncia del ministro Ginés González García por solicitud del presidente Fernández.

## Obras
Especializado en temas eclesiásticos, desde 1990 ha realizado investigaciones muy críticas acerca de Jorge Bergoglio, antes de que fuera el papa Francisco, y ha publicado una colección de cinco tomos con eje en la historia política de la Iglesia católica, donde lo mencionó además en su libro El silencio: de Paulo VI a Bergoglio: las relaciones secretas de la Iglesia con la ESMA. Entre sus obras más destacadas se encuentran Ezeiza (1985), Robo para la corona (1991) y El vuelo (1995).
- Prensa y poder en Perú. México DF: Extemporáneos. 1975.
- La última batalla de la tercera guerra mundial. Buenos Aires: Legasa. 1984. ISBN 978-950-600-043-1.
- Rodolfo Walsh y la prensa clandestina (1976-1978).[55] Ediciones de la Urraca: Buenos Aires, 1985. Con un Ensayo sobre San Martín[56]
- La posguerra sucia. Buenos Aires: Legasa. 1985. ISBN 978-950-600-060-8.[57]
- Ezeiza. Buenos Aires: Contrapunto. 1985. ISBN 978-950-47-0006-7.[58]
- Civiles y militares: memoria secreta de la transición. Buenos Aires: Contrapunto. 1987.
- Medio siglo de proclamas militares. Buenos Aires: Editora/12. 1987. ISBN 950-9586-15-3.
- La educación presidencial. De la derrota del '70 al desguace del Estado. Buenos Aires: Editora/12: Puntosur. 1990. ISBN 950-9889-55-5.
- Robo para la corona. Buenos Aires: Planeta. 1991. ISBN 950-742-145-9.
- Hacer la Corte: La construcción de un poder absoluto sin justicia ni control. Buenos Aires: Planeta. 1993. ISBN 978-950-742-394-9.
- El vuelo. Buenos Aires: Planeta. 1995. ISBN 978-950-742-608-7.
- Un mundo sin periodistas. Buenos Aires: Planeta. 1997. ISBN 950-742-886-0.
- Hemisferio derecho. Buenos Aires: Planeta. 1998. ISBN 950-742-953-0.
- Malvinas: La última batalla de la Tercera Guerra Mundial (versión ampliada). Buenos Aires: Editorial Sudamericana. 2002. ISBN 978-950-07-2231-5.
- El silencio. De Paulo VI a Bergoglio: Las relaciones secretas de la Iglesia con la ESMA. Buenos Aires: Sudamericana. 2005. ISBN 950-07-2035-3.
- Doble juego: la Argentina católica y militar. Buenos Aires: Sudamericana. 2006. ISBN 978-950-07-2737-2.
- Cristo vence: la Iglesia en la Argentina: un siglo de historia política (1884-1983). Buenos Aires: Sudamericana. 2007. ISBN 978-950-07-2803-4.[59]
- La violencia evangélica. Historia política de la Iglesia católica. Buenos Aires: Sudamericana. 2008. ISBN 978-950-07-2918-5.
- Vigilia de armas. Del Cordobazo de 1969 al 23 de marzo de 1976. Buenos Aires: Sudamericana. 2009. ISBN 978-950-07-3049-5.
- La mano izquierda de Dios. La última dictadura (1976- 1983). Buenos Aires: Sudamericana. 2010. ISBN 978-950-07-3275-8.
- Cuentas pendientes. Los cómplices económicos de la dictadura. Buenos Aires: Siglo XXI Editores Argentina. 2013. ISBN 978-987-629-344-0. Coeditado con Juan Pablo Bohoslavsky[60]
- I complici. Conversazioni con Horacio Verbitsky su chiesa, dittatura ed economia (en italiano). Nova Delphi Libri. 2015. ISBN 978-8897376392. Entrevistado por  Nadia Angelucci y Gianni Tarquini.
- La libertad no es un milagro. Buenos Aires: Planeta. 2017. ISBN 978-950-49-5964-9. Con la colaboración de Alejandra Dandan y Elizabeth Gómez Alcorta
- Vida de Perro. Buenos Aires: Siglo XXI. 2018. ISBN 978-987-629-821-6. Entrevistado por Diego Sztulwark.
- La música del Perro. BA. Las 40. 2020. ISBN 9789874936165 Con prólogo de Mónica Müller.

## Premios y distinciones
Ha recibido diversos reconocimientos, entre ellos:
- Konex (Diploma al Mérito):[61] Ensayo político (1994) Análisis político (1997) Crónicas y Testimonios (2014)[62]
- Martín Fierro (mayo de 2001): «Mejor labor periodística masculina en televisión» por Día D 2000, América TV[63][64]
- CPJ de Nueva York (octubre de 2001): «Freedom of Expression award»[65]
- Declarado Visitante ilustre: Paraná (abril de 2005)[66]
- II Premio Nacional de la Secretaría de Cultura en la categoría Ensayo Político por Historia política de la iglesia argentina (Buenos Aires, agosto de 2011)[67]
- Premio Perfil a la libertad de expresión nacional (Buenos Aires, septiembre de 2011) junto a Beatriz Sarlo[68]
- XI Premio Joan Alsina de Derechos Humanos; Casa Amèrica Cataluña, Barcelona, 16 de noviembre de 2011[69]